# Parti démocrate constitutionnel (Japon)
Pour les articles homonymes, voir Parti démocrate constitutionnel.
Le Parti démocrate constitutionnel (立憲民主党, Rikken Minshutō, PDC), officiellement traduit en anglais par The Constitutional Democratic Party of Japan (CDP) et abrégé en japonais par Ritsumin (立民) ou Ritsumintō (立民党), est un parti politique japonais de centre gauche social-libéral, créé le 3 octobre 2017 par des membres de l'aile gauche du Parti démocrate progressiste (PDP) en vue des élections législatives d'octobre 2017, emmenés par Yukio Edano. Ceux-ci s'opposent à l'appel lancé le 28 septembre 2017 par la direction du PDP de dissoudre ce mouvement et de se rallier au Parti de l'espoir de Yuriko Koike, plus conservateur sur les questions de sécurité et concernant le nationalisme japonais. Défendant une vision allant du social-libéralisme à la social-démocratie, ses membres partagent la critique de la haute administration d'État, la défense d'une sortie progressive du nucléaire civil, un certain progressisme social, la promotion du multiculturalisme, la défense de la dimension pacifiste de la constitution du Japon et la promotion d'une démocratie plus participative et directe. Il a un lien assez fort, comme avant lui le Parti démocrate du Japon puis le Parti démocrate progressiste, avec la Confédération syndicale japonaise (日本労働組合総連合会, Nihon Rōdōkumiai Sōrengōkai), ou Rengō (連合), premier syndicat du Japon. Il ne doit pas être confondu avec le Rikken Minseitō (立憲民政党) ou Parti démocratique constitutionnel qui fut l'un des deux principaux partis de la vie politique japonaise durant l'entre-deux-guerres.
Le Parti démocrate du peuple (PDP), issu de la fusion du Parti démocrate progressiste et du Parti de l'espoir, approuve le 19 août 2020 l'accord de fusion conclu avec le Parti démocrate constitutionnel, permettant l'unification de la plupart des factions de l'ancien Parti démocrate progressiste sous la coupe du Parti démocrate constitutionnel. Une minorité des militants du Parti démocrate du peuple a cependant refusé cette fusion, et a recréé le parti.

## Histoire

### Une conséquence des divisions idéologiques et stratégiques du PDP
Le Parti démocrate progressiste (PDP) est un parti né en 2016 de la fusion de deux forces d'opposition au gouvernement libéral-démocrate de Shinzō Abe, le Parti démocrate du Japon (PDJ, centre, ancienne principale force d'opposition au PLD de 1998 jusqu'à son arrivée au pouvoir en 2009 et de nouveau de 2012 à 2016, qui a acquis une forte impopularité durant ses années passées à la tête du gouvernement de 2009 à 2012) et le Parti de la restauration (PRJ, centre droit libéral-conservateur et réformiste sur les questions constitutionnelles). Dès sa formation, le PDP, comme le PDJ avant lui, doit faire face à l'éclatement idéologique de ses membres, allant de la social-démocratie pacifiste au conservatisme sécuritaire et nationaliste.
Il se divise ainsi en une aile droite favorable à la reconnaissance du droit à une « auto-défense collective » pour le Japon, à un certain pragmatisme concernant l'utilisation du nucléaire civil et à une alliance avec des personnalités locales néo-libérales ou néo-conservatrices ayant acquis une forte popularité nationale, dont tout particulièrement la gouverneure de Tokyo Yuriko Koike (tendance incarnée par Seiji Maehara ou Gōshi Hosono) ; une aile gauche, liée aux syndicats, fortement attachée à la Constitution de 1947 et à son pacifisme, voulant une sortie plutôt rapide du nucléaire civil et étant favorable à l'idée d'une coopération électorale avec des partis situés plus à gauche sur l'échiquier politique japonais, jusqu'au Parti communiste japonais (tendance menée par Yukio Edano ou Akira Nagatsuma et, en arrière-plan, par Hirotaka Akamatsu ou l'ancien Premier ministre Naoto Kan) ; enfin, une aile centriste, qui met en avant l'unité du parti comme sa priorité en cherchant l'équilibre entre les deux précédentes factions, et se définissant généralement comme « conservatrice modérée » (avec à sa tête deux personnalités ayant présidé le parti, Katsuya Okada puis Renhō, ainsi que l'ancien Premier ministre Yoshihiko Noda),.
Cette division apparaît lors de chaque élection à la présidence du parti, atteignant son paroxysme durant l'été 2017. Ainsi, plusieurs personnalités de l'aile droite (à commencer par Gōshi Hosono) font défection pour rejoindre directement Yuriko Koike, récemment renforcée par la victoire de son parti local, le Tomin First no kai, face au PLD et au PDP lors des élections pour l'Assemblée métropolitaine de Tokyo du 2 juillet 2017, et de plus en plus présentée par les médias et analystes politiques japonais comme la première opposante à Shinzō Abe,. Face à son échec lors de ce scrutin, le PDP organise une nouvelle élection pour désigner son président le 1er septembre 2017 : les deux forces antagonistes internes au mouvement s'opposent alors directement aux travers des candidatures de Seiji Maehara et de Yukio Edano. Faisant figure de favori dès le début, c'est le premier qui l'emporte assez largement, avec 502 points sur 834 contre 332 à Yukio Edano, avec 83 voix de parlementaires sur 142 (166 points), 84 de candidats investis sur 126 (84 points), 724 d'élus locaux sur 1 319 (115 points) et 51 692 de militants et soutiens sur 91 185 (137 points).
S'il tente dans un premier temps de montrer l'unité du parti, en nommant immédiatement Yukio Edano comme président délégué, Seiji Maehara doit faire face dès sa première semaine d'entrée en fonctions à des critiques quant à ses choix pour les autres postes de la direction ainsi qu'à plusieurs scandales (dont celui, sexuel, de l'ancienne enfant star Shiori Yamao qu'il avait dans un premier temps envisagé de porter au poste clé de secrétaire général). Dans le même temps, la concurrence se renforce au sein de l'opposition lorsque Yuriko Koike annonce le 25 septembre 2017 créer un parti national pour défendre ses idées, le Parti de l'espoir, tandis que Shinzō Abe, qui a vu sa popularité remonter à la suite d'une nouvelle crise des missiles nord-coréens en août et septembre 2017, décide de dissoudre la Chambre des représentants le 28 septembre 2017 pour provoquer des élections législatives anticipées le 22 octobre suivant.

### La scission du PDP
Le jour même de l'annonce de cette dissolution, Seiji Maehara et l'essentiel des instances dirigeantes du PDP décident de dissoudre leur groupe parlementaire à la Chambre des représentants et appellent leurs membres à se présenter sous l'étiquette du Parti de l'espoir pour les élections législatives. S'il accepte d'investir certains députés sortants démocrates progressistes, le mouvement de Yuriko Koike émet certaines conditions, refusant surtout de recueillir les parlementaires ayant toujours voté contre tout projet de réforme de la constitution pacifiste (excluant de ce fait l'essentiel de l'aile gauche du parti), et préférant également rejeter ceux ayant déjà dirigé un gouvernement par le passé au nom du « renouvellement » et pour éviter d'hériter de l'impopularité des Premiers ministres issus du PDJ entre 2009 et 2012 (soit, pour ceux encore alors actifs en politique, Naoto Kan et Yoshihiko Noda).
À la suite de cette disparition effective du PDP, Yukio Edano, opposé au choix de Seiji Maehara de se fondre dans le Parti de l'espoir, annonce le 2 octobre 2017 vouloir créer son propre parti pour recueillir l'ancienne aile gauche du Parti démocrate. Le jour même, Naoto Kan annonce son ralliement. C'est ainsi que le Parti démocrate constitutionnel est officiellement fondé le lendemain, avec au départ quinze parlementaires dont quatorze députés (parmi lesquels, outre Yukio Edano et Naoto Kan, figurent Hirotaka Akamatsu, Akira Nagatsuma ou Seiji Ōsaka) et un conseiller. Le même jour, 45 des 88 députés que comptait le PDP rejoignent pour leur part le mouvement de Yuriko Koike, et plusieurs personnalités de l'aile centriste n'ayant pas réussi à obtenir l'investiture de ce dernier annoncent vouloir se présenter comme indépendants (Katsuya Okada, Yoshihiko Noda). Le 6 octobre, c'est au tour de la représentante Chinami Nishimura d'adhérer au PDC, puis à celui de Yōichirō Aoyagi le lendemain.
Yukio Edano est porté, en attente de l'organisation formelle des statuts et des instances dirigeantes du parti, à la présidence du PDC, tandis que Akira Nagatsuma devient président délégué et Tetsurō Fukuyama le secrétaire général.

### L'absorption du PDP
Le Parti démocrate du peuple (PDP), approuve le 19 août 2020 l'accord de fusion conclu avec le Parti démocrate constitutionnel ; cette entente, qui scelle la disparition du PDP, est rejetée par l'ancien président du parti Yuichiro Tamaki, soutenu notamment par Seiji Maehara et Shiori Yamao (en), qui auraient préféré un alignement sur des thèses de centre droit.
Le 10 septembre, Yukio Edano est confirmé à la présidence du PDC, après avoir recueilli 107 voix parmi les 149 représentants et conseillers démocrates constitutionnels, contre 42 à son unique concurrent, Kenta Izumi. À cette occasion, l'ancien Premier ministre, élu comme indépendant, Yoshihiko Noda rallie le PDC. La convention d'unification se tient le 15 septembre, au lendemain du remplacement de Shinzō Abe par Yoshihide Suga à la présidence du Parti libéral-démocrate. Une minorité des militants du Parti démocrate du peuple a cependant refusé cette fusion, et a recréé le parti.
À la suite de la contre-performance du PDC aux élections législatives du 31 octobre 2021, qui fait élire 96 représentants alors qu'il comptait 110 sièges à la fin de la législature précédente, son président et fondateur, Yukio Edano démissionne. Kenta Izumi est alors élu au poste de président, et Chinami Nishimura est alors nommée au poste de secrétaire générale, avec le soutien de plusieurs députés du PDC, dont Sakura Uchikoshi,.

## Membres

### Direction

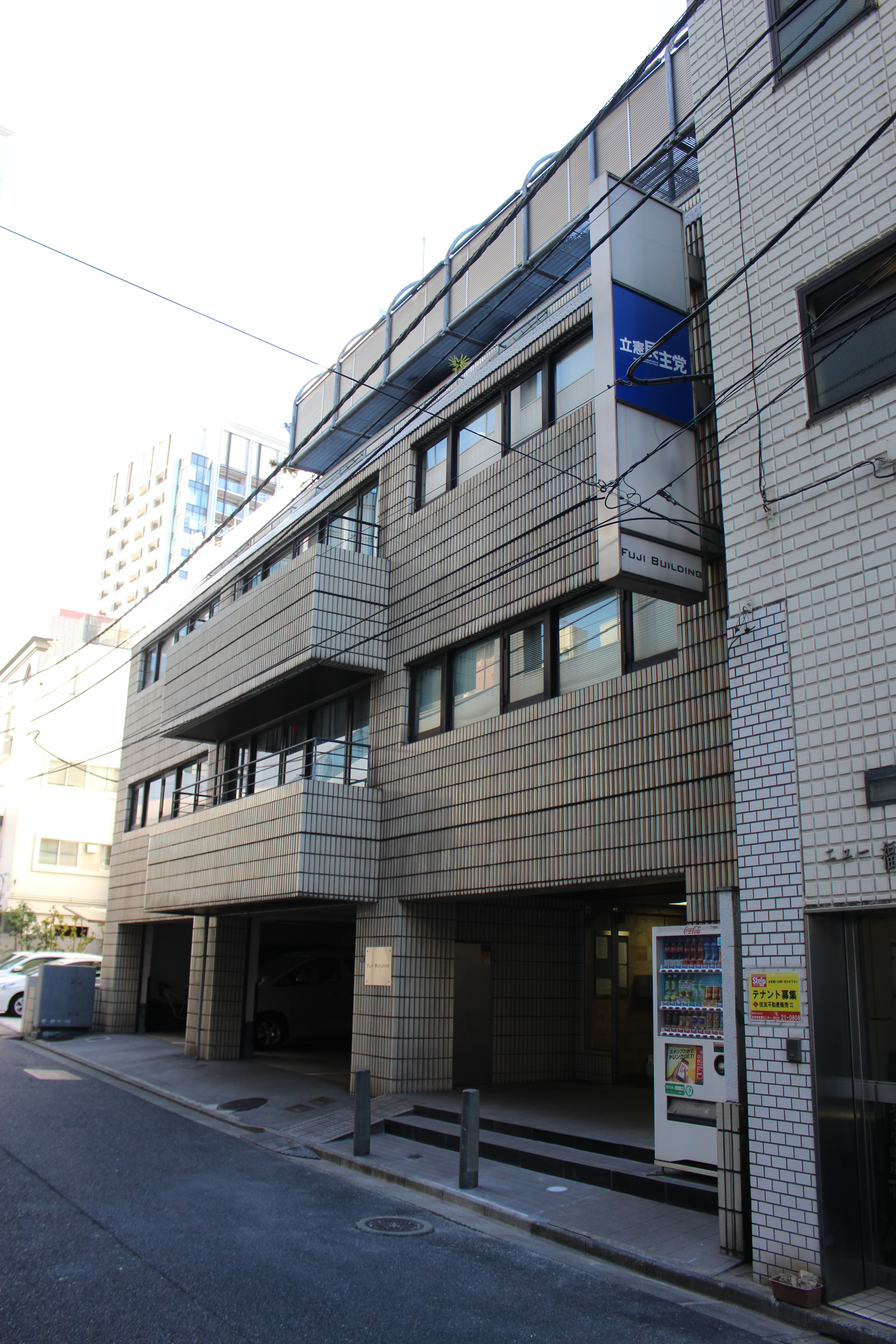
Le siège du Parti démocrate constitutionnel à Tokyo, en 2018.

- Conseillers suprêmes (fonction honorifique) : Naoto Kan - Banri Kaieda
- Conseiller permanent (fonction honorifique) : Toshio Ogawa
- Président : Kenta Izumi
  - Président délégué : Seiji Ōsaka
  - Vice-président et président du comité électoral : Shōichi Kondō
  - Vice-président et président du comité des affaires générales : Takahiro Sasaki
  - Vice-présidente et secrétaire générale du groupe à la Chambre des conseillers : Renhō
- Secrétaire générale : Chinami Nishimura
  - Secrétaire général délégué : Yukihiko Akutsu
  - Président du comité des affaires de la Diète à la Chambre des conseillers : Masayoshi Nataniya
- Président du comité de recherche politique : Junya Ogawa
- Président du comité des affaires de la Diète : Sumio Mabuchi
  - Président délégué du comité des affaires de la Diète : Kōichi Yamauchi
  - Premier vice-président du comité des affaires de la Diète : Yoshio Tezuka
- Président du comité des affaires de la Chambre des Conseillers : Masayo Tanabu
- Président du comité exécutif permanent (assure l'intérim de la présidence en cas de vacance et sert de comité directeur) : Hiroshi Kawauchi (en)
- Président de l'assemblée générale des parlementaires : Satoshi Arai
- Président du comité de la présidence : Katsuhiko Yokomitsu (en)

### Parlementaires fondateurs (octobre 2017)
Les quinze députés fondateurs du PDC sont, par ordre d'ancienneté de présence à la Diète :
- Naoto Kan (71 ans, ancien de la FSD, du NPS puis du PDJ dont il a été le premier président de 1996 à 1999 et qu'il a de nouveau dirigé de 2002 à 2004 et de 2010 à 2011, chef de file de l'une des principales factions du PDP, Premier ministre de 2010 à 2011, bloc proportionnel de Tokyo - ancien 7e district puis nouveau 18e district de Tokyo depuis 1980),
- Hirotaka Akamatsu (69 ans, ancien du PSJ dont il fut le secrétaire général en 1993, du PSD puis du PDJ dont il fut le premier président du Comité des affaires de la Diète de 1996 à 1997, chef de file de la faction des anciens sociaux-démocrates du PDP, ministre de l'Agriculture, des Forêts et de la Pêche de 2009 à 2010 puis vice-président de la Chambre des représentants de 2012 à 2014, ancien 6e district puis nouveau 5e district d'Aichi depuis 1990),
- Yukio Edano (53 ans, président du parti, ancien du NPJ, du NPS puis du PDJ dont il fut le secrétaire général en 2010 et le dernier à occuper ce poste de 2014 à 2016, dernier président délégué du PDP en 2017, ancien chef d'une faction pour le renouvellement générationnel du parti avec Seiji Maehara qui est devenu un rival politique à partir de 2012 tout en faisant partie de la faction de Naoto Kan, ministre d'État chargé de la Revitalisation du gouvernement en 2010 et 2011, des affaires d'Okinawa et des Territoires du Nord en 2011, de la Corporation en soutien aux compensations pour les dommages nucléaires et ministre de l'Économie, du Commerce et de l'Industrie de 2011 à 2012, Secrétaire général du Cabinet de Naoto Kan en 2011, 5e district de Saitama depuis 1993),
- Satoshi Arai (71 ans, ancien du NPJ dont il fut le secrétaire général exécutif de 1993 à 1994, du NPS puis du PDJ, membre de la faction de Naoto Kan, conseiller spécial chargé de la stratégie nationale auprès du Premier ministre Yukio Hatoyama de 2009 à 2010 puis ministre d'État chargé de la Politique économique et fiscale, des Affaires des consommateurs et de la Sécurité alimentaire en 2010, bloc proportionnel de Hokkaidō - ancien 1er district puis nouveau 3e district de Hokkaidō de 1993 à 1996, de 2000 à 2007 et depuis 2009),
- Shōichi Kondō (59 ans, ancien du NPS puis du PDJ, membre de la faction de Hirotaka Akamatsu, 1er vice-ministre de l'Environnement de 2010 à 2011, 3e district d'Aichi depuis 1996),
- Akira Nagatsuma (57 ans, président délégué du parti, ancien du NPS puis du PDJ dont il fut le dernier président délégué de 2015 à 2016 avant d'être le premier pour le PDP en 2016, dernier responsable du comité de stratégie électorale du PDP en 2017, ministre de la Santé, du Travail et du Bien-être de 2009 à 2010, 7e district de Tokyo depuis 2000),
- Kiyomi Tsujimoto (57 ans, ancienne du PSJ, du PSD dont elle fut la présidente du comité de recherche politique de 2000 à 2002 ainsi que la présidente du comité des affaires de la Diète de 2009 à 2010, puis du PDJ, membre de la faction de Hirotaka Akamatsu, conseillère spéciale chargée de l'activité des volontaires pour gérer la catastrophe de 2011 auprès du Premier ministre Naoto Kan en 2011, 1re vice-ministre du Territoire, des Infrastructures, des Transports et du Tourisme de 2009 à 2010, 10e district d'Osaka de 1996 à 2002 et depuis 2005),
- Tomoko Abe (69 ans, ancienne du PSD dont elle fut la présidente du comité de recherche politique de 2003 à 2012, du PFJ dont elle fut la dernière présidente de 2013 à 2014, du Vent vert dont elle fut la dernière présidente en 2013, puis du PDJ, membre de la faction de Hirotaka Akamatsu, bloc proportionnel du Sud-Kantō - 12e district de Kanagawa depuis 2000),
- Chinami Nishimura (50 ans, ancienne du PDJ, membre de la faction de Naoto Kan, secrétaire parlementaire auprès du ministre des Affaires étrangères de 2009 à 2010 puis 1re vice-ministre de la Santé, du Travail et du Bien-être de 2011 à 2012, bloc proportionnel de Hokuriku-Shinetsu - 1er district de Niigata de 2003 à 2012 et depuis 2014),
- Takahiro Sasaki (68 ans, ancien du PSJ, du PSD puis du PDJ, membre des factions de Naoto Kan et de Hirotaka Akamatsu, secrétaire parlementaire auprès du ministre de 2009 à 2010 puis 1er vice-ministre de l'Agriculture, des Forêts et de la Pêche en 2012, 6e district de Hokkaidō de 2005 à 2012 et depuis 2014),
- Seiji Ōsaka (58 ans, ancien du PDJ, membre des factions de Naoto Kan et de Hirotaka Akamatsu, secrétaire parlementaire auprès du ministre des Affaires intérieures et des Communications de 2010 à 2011, 8e district de Hokkaidō de 2005 à 2012 et depuis 2014),
- Akihiro Hatsushika (de) (48 ans, ancien du PDJ, du Vent vert, du PFJ et du PRJ, membre de la faction de Yorihisa Matsuno, bloc proportionnel de Tokyo - 16e district de Tokyo de 2009 à 2012 et depuis 2014),
- Takashi Takai (48 ans, ancien du PDJ puis du PRJ, membre des factions de Kenji Eda (en) et Yorihisa Matsuno, bloc proportionnel de Chūgoku - 1er district d'Okayama de 2009 à 2012 et depuis 2014),
- Yōichirō Aoyagi (48 ans, ancien du Parti de tous, du Parti de l'unité puis du Parti de la restauration, membre de la faction de Kenji Eda (en), bloc proportionnel du Sud-Kantō - 6e district de Kanagawa depuis 2012),
- Takayuki Ochiai (38 ans, ancien du Parti de tous, du Parti de l'unité puis du PRJ, membre de la faction de Kenji Eda (en), bloc proportionnel de Tokyo - 6e district de Tokyo depuis 2014),
- Gō Shinohara (42 ans, ancien du Parti de tous, du Parti de l'unité puis du PRJ, membre de la faction de Kenji Eda (en), bloc proportionnel du Sud-Kantō - 1er district de Kanagawa depuis 2014).

S'y ajoute, à l'origine, un seul conseiller :
- Tetsurō Fukuyama (55 ans, secrétaire général du parti, ancien du PDJ dont il a été le président du comité de recherche politique de 2014 à 2015, membre de la faction de Seiji Maehara, 1er vice-ministre des Affaires étrangères de 2009 à 2010 puis Secrétaire général adjoint du Cabinet chargé des affaires politiques et des relations avec la Chambre des conseillers de 2010 à 2011, district de la préfecture de Kyoto depuis 1998).

Par ailleurs, certains anciens poids lourds du PDJ ayant été battus en 2014 mais voulant retrouver leur siège de député en 2017 rejoignent le PDC :
- Banri Kaieda (68 ans, ancien du NPJ puis du PDJ qu'il a présidé de 2012 à 2014, membre de la faction de Hirotaka Akamatsu, ministre d'État chargé des Politiques économiques, fiscales, scientifiques et technologiques de 2010 à 2011 puis ministre de l'Économie, du Commerce et de l'Industrie en 2011, Bloc proportionnel de Tokyo - 1er district de Tokyo de 1993 à 2005 et de 2009 à 2014).

## Résultats électoraux

### Chambre des représentants
| Année | Circonscriptions | Circonscriptions | Proportionnel | Proportionnel | Sièges    |
| Année | Voix             | %                | Voix          | %             | Sièges    |
| ----- | ---------------- | ---------------- | ------------- | ------------- | --------- |
| 2017  | 4 852 097        | 8,75             | 11 084 890    | 19,88         | 55 / 465  |
| 2021  | 17 215 621       | 29,96            | 11 492 095    | 20,00         | 96 / 465  |
| 2024  |                  |                  |               |               | 148 / 465 |